# Campionati mondiali di sci alpino 2021
I Campionati mondiali di sci alpino 2021, 46ª edizione della manifestazione organizzata dalla Federazione Internazionale Sci, si sono tenuti a Cortina d'Ampezzo, in Italia, dall'8 al 21 febbraio. Il programma ha incluso gare di discesa libera, supergigante, slalom gigante, slalom speciale, combinata e slalom parallelo, tutte sia maschili sia femminili, e una gara a squadre mista.

## Assegnazione e impianti

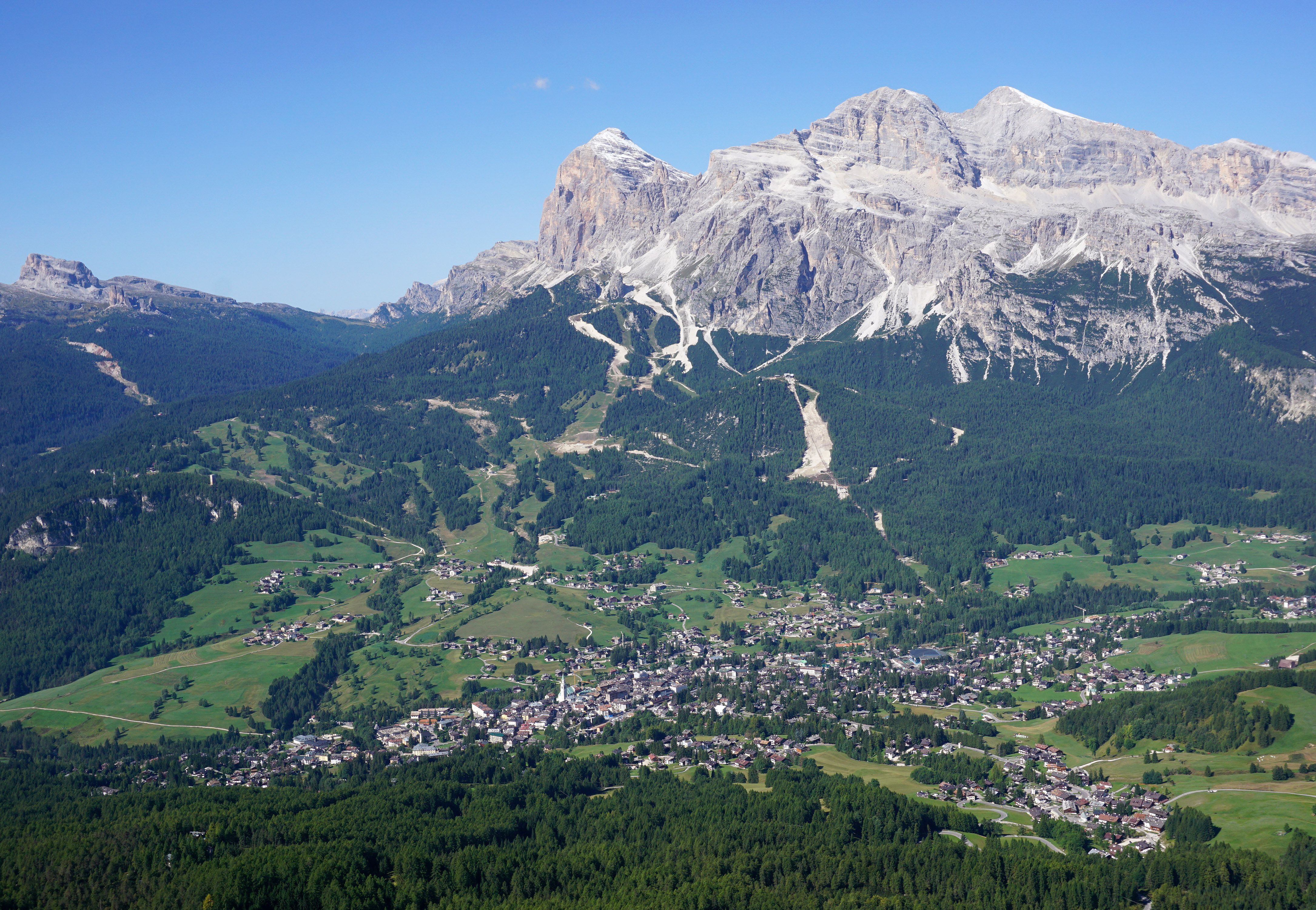
Cortina d'Ampezzo sovrastata dalle piste sciistiche

La sede è stata decisa dal congresso FIS di Cancún, in Messico, il 10 giugno 2016; Cortina d'Ampezzo si è imposta dopo quattro candidature andate a vuoto (l'ultima contro la svedese Åre per i Mondiali 2019). La località ha già ospitato la rassegna iridata nel 1932 e nel 1956 (in tale occasione le gare olimpiche furono valide anche ai fini dei campionati mondiali, come d'uso fino ai XIII Giochi olimpici invernali di Lake Placid 1980); vi fu inoltre un'ulteriore edizione, quella del 1941, in seguito dichiarata nulla a causa della seconda guerra mondiale. È stata la settima volta in cui i Mondiali di sci alpino sono stati organizzati in Italia: oltre a Cortina d'Ampezzo, le altre località che li hanno ospitati sono state Bormio (nel 1985 e nel 2005 assieme a Santa Caterina Valfurva), Sestriere (nel 1997) e la Val Gardena (nel 1970).
Sedi delle gare sono state le piste Druscié A, Labirinti, Olimpia delle Tofane, Rumerlo e Vertigine, con l'aggiunta della Lino Lacedelli per le prove di qualificazione.

## Nazioni partecipanti
Hanno preso parte alla competizione atleti in rappresentanza di 71 distinte federazioni sciistiche nazionali. A seguito della squalifica per il doping di Stato inflitta alla Russia, l'Agenzia mondiale antidoping (WADA) ha autorizzato gli atleti russi a prendere parte all'evento sotto uno stendardo neutro e la sigla RSF (Russian Ski Federation, Federazione sciistica della Russia), senza bandiera e senza inno nazionale.
- Albania
- Andorra
- Argentina
- Armenia
- Australia
- Austria
- Belgio
- Bielorussia
- Bolivia,
- Bosnia ed Erzegovina
- Brasile
- Bulgaria
- Canada
- Cile
- Cipro
- Colombia
- Croazia
- Danimarca
- Estonia
- Finlandia
- Francia
- Georgia
- Germania
- Ghana
- Giappone
- Gran Bretagna
- Grecia
- Haiti
- India
- Iran
- Irlanda
- Islanda
- Israele
- Italia
- Kenya
- Corea del Sud
- Kosovo
- Lettonia
- Libano
- Liechtenstein
- Lituania
- Lussemburgo
- Macedonia del Nord
- Marocco
- Messico
- Monaco
- Montenegro
- Nepal
- Norvegia
- Nuova Zelanda
- Paesi Bassi
- Perù
- Polonia
- Portogallo
- Rep. Ceca
- Rep. Dominicana
- Romania
- RSF
- San Marino
- Serbia
- Slovacchia
- Slovenia
- Spagna
- Stati Uniti
- Svezia
- Svizzera
- Taipei cinese
- Timor Est
- Tonga
- Ucraina
- Ungheria

## Svolgimento
La cerimonia di apertura si è tenuta il 7 febbraio. Lo svolgimento delle gare, previste a partire dall'8 febbraio, ha subito rinvii a causa del maltempo per i primi tre giorni di manifestazione. La cerimonia di chiusura si è tenuta domenica 21 febbraio.
In considerazione della pandemia di COVID-19 in Italia, la sicurezza degli atleti e dei lavoratori è stata garantita attraverso rigorose misure di protezione per prevenire la diffusione del virus: sono state previste quattro "bolle" con la minore interazione possibile, test antigenici rapidi ogni tre giorni, controlli elettronici di accesso e movimento, questionari sanitari, mascherine obbligatorie e rilevazioni della temperatura.

## Risultati

### Uomini

#### Discesa libera
| Pos. | Atleta              | Nazione     | Tempo   |
| ---- | ------------------- | ----------- | ------- |
| 1    | Vincent Kriechmayr  | Austria     | 1:37,79 |
| 2    | Andreas Sander      | Germania    | 1:37,80 |
| 3    | Beat Feuz           | Svizzera    | 1:37,97 |
| 4    | Marco Odermatt      | Svizzera    | 1:38,44 |
| 4    | Dominik Paris       | Italia      | 1:38,44 |
| 6    | Christof Innerhofer | Italia      | 1:38,69 |
| 7    | Nils Allègre        | Francia     | 1:38,76 |
| 8    | Kjetil Jansrud      | Norvegia    | 1:38,81 |
| 9    | Carlo Janka         | Svizzera    | 1:38,87 |
| 10   | Bryce Bennett       | Stati Uniti | 1:38,89 |
| 10   | Henrik Røa          | Norvegia    | 1:38,89 |

Data: 14 febbraio

Ore: 11.00 (UTC+1)

Pista: Vertigine

Partenza: 2 400 m s.l.m.

Arrivo: 1 560 m s.l.m.

Lunghezza: 2 610 m

Dislivello: 840 m

Porte: 38

Tracciatore: Hannes Trinkl (FIS)

#### Supergigante
| Pos. | Atleta             | Nazione     | Tempo   |
| ---- | ------------------ | ----------- | ------- |
| 1    | Vincent Kriechmayr | Austria     | 1:19,41 |
| 2    | Romed Baumann      | Germania    | 1:19,48 |
| 3    | Alexis Pinturault  | Francia     | 1:19,79 |
| 4    | Brodie Seger       | Canada      | 1:19,83 |
| 5    | Dominik Paris      | Italia      | 1:19,96 |
| 6    | Matthias Mayer     | Austria     | 1:20,01 |
| 7    | Matthieu Bailet    | Francia     | 1:20,13 |
| 8    | Travis Ganong      | Stati Uniti | 1:20,16 |
| 9    | Andreas Sander     | Germania    | 1:20,29 |
| 10   | Beat Feuz          | Svizzera    | 1:20,34 |

Data: 11 febbraio

Ore: 13.00 (UTC+1)

Pista: Vertigine

Partenza: 2 190 m s.l.m.

Arrivo: 1 560 m s.l.m.

Lunghezza: 2 075 m

Dislivello: 630 m

Porte: 41

Tracciatore: Alberto Ghidoni (Italia)

#### Slalom gigante
| Pos. | Atleta               | Nazione    | Tempo   |
| ---- | -------------------- | ---------- | ------- |
| 1    | Mathieu Faivre       | Francia    | 2:37,25 |
| 2    | Luca De Aliprandini  | Italia     | 2:37,88 |
| 3    | Marco Schwarz        | Austria    | 2:38,12 |
| 4    | Filip Zubčić         | Croazia    | 2:38,84 |
| 5    | Loïc Meillard        | Svizzera   | 2:39,02 |
| 6    | Žan Kranjec          | Slovenia   | 2:39,08 |
| 7    | Stefan Luitz         | Germania   | 2:39,24 |
| 8    | Adam Žampa           | Slovacchia | 2:39,73 |
| 9    | Henrik Kristoffersen | Norvegia   | 2:39,78 |
| 10   | Roland Leitinger     | Austria    | 2:40,12 |

Data: 19 febbraio

Pista: Labirinti

Partenza: 2 010 m s.l.m.

Arrivo: 1 560 m s.l.m.

Dislivello: 450 m

1ª manche:

Ore: 10.00 (UTC+1)

Porte: 60

Tracciatore: Fabien Munier (Francia)

2ª manche:

Ore: 13.30 (UTC+1)

Porte: 58

Tracciatore: Michael Rottensteiner (Norvegia)

#### Slalom speciale
| Pos. | Atleta                 | Nazione  | Tempo   |
| ---- | ---------------------- | -------- | ------- |
| 1    | Sebastian Foss Solevåg | Norvegia | 1:46,48 |
| 2    | Adrian Pertl           | Austria  | 1:46,69 |
| 3    | Henrik Kristoffersen   | Norvegia | 1:46,94 |
| 4    | Alex Vinatzer          | Italia   | 1:47,68 |
| 5    | Daniel Yule            | Svizzera | 1:47,70 |
| 6    | Istok Rodeš            | Croazia  | 1:47,84 |
| 7    | Štefan Hadalin         | Slovenia | 1:47,98 |
| 7    | Alexis Pinturault      | Francia  | 1,47:98 |
| 9    | Michael Matt           | Austria  | 1:48,04 |
| 10   | Armand Marchant        | Belgio   | 1:48,22 |

Data: 21 febbraio

Pista: Druscié A

Partenza: 1 700 m s.l.m.

Arrivo: 1 490 m s.l.m.

Dislivello: 210 m

1ª manche:

Ore: 10.00 (UTC+1)

Porte: 63

Tracciatore: Matteo Joris (Svizzera)

2ª manche:

Ore: 13.30 (UTC+1)

Porte: 65

Tracciatore: Marko Pfeifer (Austria)

#### Combinata
| Pos. | Atleta                | Nazione   | Tempo   |
| ---- | --------------------- | --------- | ------- |
| 1    | Marco Schwarz         | Austria   | 2:05,86 |
| 2    | Alexis Pinturault     | Francia   | 2:05,90 |
| 3    | Loïc Meillard         | Svizzera  | 2:06,98 |
| 4    | James Crawford        | Canada    | 2:07,19 |
| 5    | Simon Jocher          | Germania  | 2:08,32 |
| 6    | Victor Muffat Jeandet | Francia   | 2:09,05 |
| 7    | Riccardo Tonetti      | Italia    | 2:09,39 |
| 8    | Justin Murisier       | Svizzera  | 2:09,54 |
| 9    | Jan Zabystřan         | Rep. Ceca | 2:09,69 |
| 10   | Trevor Philp          | Canada    | 2:09,72 |

Data: 15 febbraio

1ª manche:

Pista: Vertigine

Ore: 11.15 (UTC+1)

Partenza: 2 160 m s.l.m.

Arrivo: 1 560 m s.l.m.

Lunghezza: 2 150 m

Dislivello: 600 m

Porte: 40

Tracciatore: Pete Anderson (Norvegia)

2ª manche:

Pista: Rumerlo

Ore: 15.20 (UTC+1)

Partenza: 1 740 m s.l.m.

Arrivo: 1 560 m s.l.m.

Dislivello: 180 m

Porte: 69

Tracciatore: Julien Vuignier (Svizzera)

#### Slalom parallelo
| Pos. | Atleta              | Nazione     |
| ---- | ------------------- | ----------- |
| 1    | Mathieu Faivre      | Francia     |
| 2    | Filip Zubčić        | Croazia     |
| 3    | Loïc Meillard       | Svizzera    |
| 4    | Alexander Schmid    | Germania    |
| 5    | Luca De Aliprandini | Italia      |
| 6    | Fabio Gstrein       | Austria     |
| 7    | Linus Straßer       | Germania    |
| 8    | River Radamus       | Stati Uniti |
| 9    | Stefan Luitz        | Germania    |
| 10   | Žan Kranjec         | Slovenia    |

Data: 16 febbraio

Ore: 14.00 (UTC+1)

Pista: Rumerlo

Partenza: 1 665 m s.l.m.

Arrivo: 1 555 m s.l.m.

Dislivello: 110 m

Porte: 19

Tracciatore: Emmanuel Couder (FIS)

### Donne

#### Discesa libera
| Pos. | Atleta             | Nazione     | Tempo   |
| ---- | ------------------ | ----------- | ------- |
| 1    | Corinne Suter      | Svizzera    | 1:34,27 |
| 2    | Kira Weidle        | Germania    | 1:34,47 |
| 3    | Lara Gut-Behrami   | Svizzera    | 1:34,64 |
| 4    | Ester Ledecká      | Rep. Ceca   | 1:34,71 |
| 5    | Michelle Gisin     | Svizzera    | 1:34,77 |
| 5    | Ramona Siebenhofer | Austria     | 1:34,77 |
| 7    | Tamara Tippler     | Austria     | 1:34,81 |
| 8    | Elena Curtoni      | Italia      | 1:35,10 |
| 9    | Breezy Johnson     | Stati Uniti | 1:35,17 |
| 10   | Ragnhild Mowinckel | Norvegia    | 1:35,26 |

Data: 13 febbraio

Ore: 11.00 (UTC+1)

Pista: Olimpia delle Tofane

Partenza: 2 320 m s.l.m.

Arrivo: 1 560 m s.l.m.

Lunghezza: 2 660 m

Dislivello: 760 m

Porte: 37

Tracciatore: Jean-Philippe Vulliet (FIS)

#### Supergigante
| Pos. | Atleta               | Nazione     | Tempo   |
| ---- | -------------------- | ----------- | ------- |
| 1    | Lara Gut-Behrami     | Svizzera    | 1:25,51 |
| 2    | Corinne Suter        | Svizzera    | 1:25,85 |
| 3    | Mikaela Shiffrin     | Stati Uniti | 1:25,98 |
| 4    | Ester Ledecká        | Rep. Ceca   | 1:26,04 |
| 5    | Kajsa Vickhoff Lie   | Norvegia    | 1:26,16 |
| 6    | Marie-Michèle Gagnon | Canada      | 1:26,29 |
| 7    | Tamara Tippler       | Austria     | 1:26,38 |
| 8    | Michelle Gisin       | Svizzera    | 1:26,40 |
| 9    | Petra Vlhová         | Slovacchia  | 1:26,41 |
| 10   | Federica Brignone    | Italia      | 1:26,60 |

Data: 11 febbraio

Ore: 10.45 (UTC+1)

Pista: Olimpia delle Tofane

Partenza: 2 160 m s.l.m.

Arrivo: 1 560 m s.l.m.

Lunghezza: 2 150 m

Dislivello: 600 m

Porte: 45

Tracciatore: Giovanni Feltrin (Italia) 

#### Slalom gigante
| Pos. | Atleta                  | Nazione       | Tempo   |
| ---- | ----------------------- | ------------- | ------- |
| 1    | Lara Gut-Behrami        | Svizzera      | 2:30,66 |
| 2    | Mikaela Shiffrin        | Stati Uniti   | 2:30,68 |
| 3    | Katharina Liensberger   | Austria       | 2:30,75 |
| 4    | Alice Robinson          | Nuova Zelanda | 2:31,39 |
| 5    | Ramona Siebenhofer      | Austria       | 2:31,92 |
| 6    | Maryna Gąsienica-Daniel | Polonia       | 2:32,19 |
| 7    | Tessa Worley            | Francia       | 2:32,30 |
| 8    | Wendy Holdener          | Svizzera      | 2:32,34 |
| 9    | Ragnhild Mowinckel      | Norvegia      | 2:32,36 |
| 10   | Nina O'Brien            | Stati Uniti   | 2:32,46 |

Data: 18 febbraio

Pista: Olimpia delle Tofane

Partenza: 1 960 m s.l.m.

Arrivo: 1 560 m s.l.m.

Dislivello: 400 m

1ª manche:

Ore: 10.00 (UTC+1)

Porte: 55

Tracciatore: Hannes Zöchling (Austria)

2ª manche:

Ore: 13.30 (UTC+1)

Porte: 53

Tracciatore: Livio Magoni (Slovacchia)

#### Slalom speciale
| Pos. | Atleta                | Nazione     | Tempo   |
| ---- | --------------------- | ----------- | ------- |
| 1    | Katharina Liensberger | Austria     | 1:39,50 |
| 2    | Petra Vlhová          | Slovacchia  | 1:40,50 |
| 3    | Mikaela Shiffrin      | Stati Uniti | 1:41,48 |
| 4    | Wendy Holdener        | Svizzera    | 1:41,84 |
| 5    | Andreja Slokar        | Slovenia    | 1:42,17 |
| 6    | Chiara Mair           | Austria     | 1:42,25 |
| 7    | Kristin Lysdahl       | Norvegia    | 1:42,44 |
| 8    | Camille Rast          | Svizzera    | 1:42,59 |
| 9    | Ana Bucik             | Slovenia    | 1:42,89 |
| 10   | Asa Andō              | Giappone    | 1:42,92 |

Data: 20 febbraio

Pista: Druscié A

Partenza: 1 700 m s.l.m.

Arrivo: 1 490 m s.l.m.

Dislivello: 210 m

1ª manche:

Ore: 10.00 (UTC+1)

Porte: 62

Tracciatore: Alois Prenn (Svizzera)

2ª manche:

Ore: 13.30 (UTC+1)

Porte: 62

Tracciatore: Tim Gfeller (Norvegia)

#### Combinata
| Pos. | Atleta             | Nazione     | Tempo   |
| ---- | ------------------ | ----------- | ------- |
| 1    | Mikaela Shiffrin   | Stati Uniti | 2:07,22 |
| 2    | Petra Vlhová       | Slovacchia  | 2:08,08 |
| 3    | Michelle Gisin     | Svizzera    | 2:08,11 |
| 4    | Elena Curtoni      | Italia      | 2:09,57 |
| 5    | Ramona Siebenhofer | Austria     | 2:10,03 |
| 6    | Marta Bassino      | Italia      | 2:10,76 |
| 7    | Laura Gauché       | Francia     | 2:10,86 |
| 8    | Ester Ledecká      | Rep. Ceca   | 2:11,34 |
| 9    | Ragnhild Mowinckel | Norvegia    | 2:12,15 |
| 10   | Maruša Ferk        | Slovenia    | 2:12,26 |

Data: 15 febbraio

1ª manche:

Pista: Olimpia delle Tofane

Ore: 9.45 (UTC+1)

Partenza: 2 160 m s.l.m.

Arrivo: 1 560 m s.l.m.

Lunghezza: 2 150 m

Dislivello: 600 m

Porte: 40

Tracciatore: Roland Platzer (Svizzera)

2ª manche:

Pista: Rumerlo

Ore: 14.10 (UTC+1)

Partenza: 1 740 m s.l.m.

Arrivo: 1 560 m s.l.m.

Dislivello: 180 m

Porte: 58

Tracciatore: Manuel Gamper (Canada)

#### Slalom parallelo
| Pos. | Atleta                  | Nazione     |
| ---- | ----------------------- | ----------- |
| 1    | Marta Bassino           | Italia      |
| 1    | Katharina Liensberger   | Austria     |
| 3    | Tessa Worley            | Francia     |
| 4    | Paula Moltzan           | Stati Uniti |
| 5    | Tina Robnik             | Slovenia    |
| 6    | Federica Brignone       | Italia      |
| 7    | Wendy Holdener          | Svizzera    |
| 8    | Maryna Gąsienica-Daniel | Polonia     |
| 9    | Coralie Frasse Sombet   | Francia     |
| 10   | Nina O'Brien            | Stati Uniti |

Data: 16 febbraio

Ore: 14.00 (UTC+1)

Pista: Rumerlo

Partenza: 1 665 m s.l.m.

Arrivo: 1 560 m s.l.m.

Dislivello: 105 m

Porte: 19

Tracciatore: Emmanuel Couder (FIS)

### Misto

#### Gara a squadre
| Pos. | Nazione  | Atleti |
| ---- | -------- | --- |
| 1    | Norvegia | Sebastian Foss Solevåg Kristina Riis-Johannessen Fabian Wilkens Solheim Thea Louise Stjernesund Kristin Lysdahl |
| 2    | Svezia   | Estelle Alphand Sara Hector Kristoffer Jakobsen Mattias Rönngren Jonna Luthman William Hansson                  |
| 3    | Germania | Emma Aicher Stefan Luitz Alexander Schmid Andrea Filser Lena Dürr Linus Straßer                                 |

Data: 17 febbraio

Ore: 14.00 (UTC+1)

Pista: Rumerlo

Partenza: 1 665 m s.l.m.

Arrivo: 1 555 m s.l.m.

Dislivello: 110 m

Porte:

Tracciatore: Emmanuel Couder (FIS)

##### Torneo
La gara a squadre consiste in una competizione di slalom parallelo tra rappresentative nazionali composte da quattro atleti, due sciatori e due sciatrici (più due riserve), che si affrontano a due a due sul percorso di gara. Ai vincitori spetta un punto; in caso entrambe le squadre ottengano due punti, passa il turno la squadra che ha ottenuto il miglior tempo stabilito sommando le migliori prestazioni maschili e femminili.
|  | Ottavi di finale | Ottavi di finale |             |     | Quarti di finale          | Quarti di finale          |  |  | Semifinali | Semifinali |  |  | Finale | Finale |
|  |                  |                  |             |     |                           |                           |  |  |            |            |  |  |        |        |
|  |                  |                  |             |     |                           |                           |  |  |            |            |  |  |        |        |
|  |                  |                  |             |     |                           |                           |  |  |            |            |  |  |        |        |
|  | Svizzera         | -                |             |     |                           |                           |  |  |            |            |  |  |        |        |
|  | Svizzera         | -                |             |     |                           |                           |  |  |            |            |  |  |        |        |
|  | al secondo turno | -                |             |     |                           |                           |  |  |            |            |  |  |        |        |
|  | al secondo turno | -                | Svizzera    | 2+1 |                           |                           |  |  |            |            |  |  |        |        |
|  |                  |                  | Svizzera    | 2+1 |                           |                           |  |  |            |            |  |  |        |        |
|  |                  | Canada           | 2           |     |                           |                           |  |  |            |            |  |  |        |        |
|  | Canada           | Canada           | 2           | 4   |                           |                           |  |  |            |            |  |  |        |        |
|  | Canada           |                  |             | 4   |                           |                           |  |  |            |            |  |  |        |        |
|  | Rep. Ceca        | 0                |             |     |                           |                           |  |  |            |            |  |  |        |        |
|  | Rep. Ceca        | 0                | Svizzera    | 2   |                           |                           |  |  |            |            |  |  |        |        |
|  |                  |                  | Svizzera    | 2   |                           |                           |  |  |            |            |  |  |        |        |
|  |                  | Norvegia         | 2+1         |     |                           |                           |  |  |            |            |  |  |        |        |
|  | Stati Uniti      | Norvegia         | 2+1         | 2+1 |                           |                           |  |  |            |            |  |  |        |        |
|  | Stati Uniti      |                  |             | 2+1 |                           |                           |  |  |            |            |  |  |        |        |
|  | RSF              | 2                |             |     |                           |                           |  |  |            |            |  |  |        |        |
|  | RSF              | 2                | Stati Uniti | 2   |                           |                           |  |  |            |            |  |  |        |        |
|  |                  |                  | Stati Uniti | 2   |                           |                           |  |  |            |            |  |  |        |        |
|  |                  | Norvegia         | 2+1         |     |                           |                           |  |  |            |            |  |  |        |        |
|  | Norvegia         | Norvegia         | 2+1         | 4   |                           |                           |  |  |            |            |  |  |        |        |
|  | Norvegia         |                  |             | 4   |                           |                           |  |  |            |            |  |  |        |        |
|  | Giappone         | 0                |             |     |                           |                           |  |  |            |            |  |  |        |        |
|  | Giappone         | 0                | Norvegia    | 3   |                           |                           |  |  |            |            |  |  |        |        |
|  |                  |                  | Norvegia    | 3   |                           |                           |  |  |            |            |  |  |        |        |
|  |                  | Svezia           | 1           |     |                           |                           |  |  |            |            |  |  |        |        |
|  | Italia           | Svezia           | 1           | 2+1 |                           |                           |  |  |            |            |  |  |        |        |
|  | Italia           |                  |             | 2+1 |                           |                           |  |  |            |            |  |  |        |        |
|  | Finlandia        | 2                |             |     |                           |                           |  |  |            |            |  |  |        |        |
|  | Finlandia        | 2                | Italia      | 1   |                           |                           |  |  |            |            |  |  |        |        |
|  |                  |                  | Italia      | 1   |                           |                           |  |  |            |            |  |  |        |        |
|  |                  | Germania         | 3           |     |                           |                           |  |  |            |            |  |  |        |        |
|  | Germania         | Germania         | 3           | 3   |                           |                           |  |  |            |            |  |  |        |        |
|  | Germania         |                  |             | 3   |                           |                           |  |  |            |            |  |  |        |        |
|  | Regno Unito      | 1                |             |     |                           |                           |  |  |            |            |  |  |        |        |
|  | Regno Unito      | 1                | Germania    | 2   |                           |                           |  |  |            |            |  |  |        |        |
|  |                  |                  | Germania    | 2   |                           |                           |  |  |            |            |  |  |        |        |
|  |                  | Svezia           | 2+1         |     | Finale per il terzo posto | Finale per il terzo posto |  |  |            |            |  |  |        |        |
|  | Slovenia         | Svezia           | 2+1         | 1   | Finale per il terzo posto | Finale per il terzo posto |  |  |            |            |  |  |        |        |
|  | Slovenia         |                  |             | 1   |                           |                           |  |  |            |            |  |  |        |        |
|  | Svezia           | 3                |             |     |                           |                           |  |  |            |            |  |  |        |        |
|  | Svezia           | 3                | Svezia      | 2+1 | Svizzera                  | 2                         |  |  |            |            |  |  |        |        |
|  |                  |                  | Svezia      | 2+1 | Svizzera                  | 2                         |  |  |            |            |  |  |        |        |
|  |                  | Austria          | 2           |     | Germania                  | 2+1                       |  |  |            |            |  |  |        |        |
|  | Austria          | Austria          | 2           | 4   | Germania                  | 2+1                       |  |  |            |            |  |  |        |        |
|  | Austria          |                  |             | 4   |                           |                           |  |  |            |            |  |  |        |        |
|  | Belgio           | 0                |             |     |                           |                           |  |  |            |            |  |  |        |        |
|  | Belgio           | 0                |             |     |                           |                           |  |  |            |            |  |  |        |        |

## Medagliere per nazioni

Francobollo emesso in occasione dei Campionati mondiali

| Pos. | Nazione     | Oro | Argento | Bronzo | Totale |
| ---- | ----------- | --- | ------- | ------ | ------ |
| 1    | Austria     | 5   | 1       | 2      | 8      |
| 2    | Svizzera    | 3   | 1       | 5      | 9      |
| 3    | Francia     | 2   | 1       | 2      | 5      |
| 4    | Norvegia    | 2   | 0       | 1      | 3      |
| 5    | Stati Uniti | 1   | 1       | 2      | 4      |
| 6    | Italia      | 1   | 1       | 0      | 2      |
| 7    | Germania    | 0   | 3       | 1      | 4      |
| 8    | Slovacchia  | 0   | 2       | 0      | 2      |
| 9    | Croazia     | 0   | 1       | 0      | 1      |
| 9    | Svezia      | 0   | 1       | 0      | 1      |